# Roger Cazy
Roger-Martin Cazy, né à Fourmies le 15 juin 1898 et mort à Hautefage-la-Tour le 10 mars 1970, est un militant d'extrême droite et collaborateur français.

## Biographie

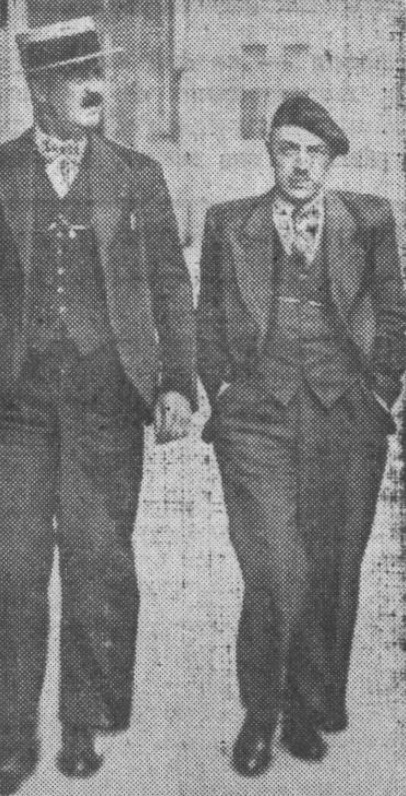
Cazy (à droite) en juin 1939.

Après avoir combattu très jeune comme engagé volontaire pendant la Première Guerre mondiale, Roger Cazy travaille comme dessinateur aux services techniques de la SNCF, dans lesquels il fera également entrer son fils Jean.
Installé à Arras (2 rue de Douai), Cazy s'y signale bientôt par son militantisme d'extrême droite, en tant que président de la section locale de la ligue de la Solidarité française, et par des méthodes qui outrepassent quelquefois le cadre légal. Ainsi, en 1934, il est accusé d'avoir barbouillé au goudron plusieurs édifices publics. Adepte d'orateurs antisémites tel que l'avocat Jean-Charles Legrand, il rejoint en 1938 le Front franc, groupuscule raciste créé par Jean Boissel, un ancien combattant qui a également fondé un « Rassemblement international fasciste » (R.I.F). Cazy devient bientôt le délégué régional de ces deux organisations pour le Nord du pays.
Sympathisant de l'Italie fasciste — où il participe à une manifestation d'anciens combattants le 6 février 1936 — et des thèses nazies, il entre en contact avec le Deutscher Fichte-Bund d'Heinrich Kessemeier. Cet organisme, qui relaie à l'étranger la propagande du régime hitlérien, fournit à Cazy de nombreux tracts. Ceux-ci sont rédigés en plusieurs langues car destinés aussi bien aux Français qu'à la main-d’œuvre immigrée de la région.
Alertée par la diffusion de ces documents et par la découverte d'inscriptions pro-hitlériennes (croix gammées et initiales du R.I.F) à Arras et dans les environs de cette ville au cours du printemps 1939, la police opère une perquisition au domicile de Cazy le 12 juin et y saisit une quarantaine de kilos de tracts ainsi qu'une liste de personnalités devant être mis « hors d'état de nuire » parmi lesquelles figurent le préfet du Pas-de-Calais, le conseiller municipal radical-socialiste Jules Mathon ainsi que le maire radical-socialiste d'Arras Fernand Lobbedez. Entendu par le juge d'instruction Deswarte, Cazy est arrêté le 20 juin, inculpé de propagande anti-nationale et de prise de contact avec un agent étranger sans en avoir prévenu les autorités. Quelques jours plus tard, un pointeur du port de Dunkerque, Raymond Geckisch, est arrêté pour des faits semblables. De père allemand, Geckisch est secrétaire régional du Parti populaire français, qu'il noyaute pour le compte du Parti national prolétarien (pro-nazi) d'Eugène-Napoléon Bey.
Les partisans arrageois de Cazy manifestent contre son incarcération à la maison d'arrêt de la rue Saint-Nicaise en vandalisant la vitrine du Télégramme de Boulogne-sur-Mer (rue Gambetta) le 3 juillet, en recouvrant plusieurs bâtiments d'inscriptions racistes et en diffusant de nouveaux tracts, puis en envoyant au maire un message anonyme de menaces le 9 août. Le 10 septembre, quelques jours après l'entrée en guerre contre l'Allemagne, Cazy est remis aux autorités militaires de Lille. Transféré à la prison de Loos-lès-Lille, il y retrouve Boissel, arrêté pour avoir pris la défense de son disciple dans son journal, Le Réveil du Peuple.
Libérés par l'occupant allemand, Boissel et Cazy relancent le Front franc en 1940 et reprennent la publication du Réveil du Peuple, dont Cazy est devenu l'administrateur. Entrés en conflit avec le fondateur du Front franc et son entourage, Cazy et Auguste Féval (petit-fils du romancier Paul Féval) tentent d'accaparer le siège du parti, au 22 de la rue de la Paix, dont ils sont brutalement chassés le 1er juillet 1941 par les partisans de Boissel. Ils essaient alors de poursuivre leurs activités au sein de l'Institut d'étude des questions juives mais le secrétaire général de cet organisme, le capitaine Paul Sézille, se méfie d'eux.
Jugé coupable de collaboration après la libération, Roger Cazy est condamné en 1946 à dix ans de travaux forcés et à la dégradation nationale.
Il meurt en 1970, à l'âge de 71 ans, à Hautefage-la-Tour en Lot-et-Garonne.